# Hans-Jürgen Dittberner
Hans-Jürgen Dittberner (* 19. September 1945 in Berlin) ist ein deutscher Schauspieler, Synchronsprecher und Synchronregisseur.

## Wirken
Im Fernsehen war er unter anderem in den Fernsehserien Ich heirate eine Familie, Die Koblanks und Abel mit der Mundharmonika zu sehen.
Weitaus bekannter dürfte allerdings seine Stimme sein. Er war beispielsweise der Sprecher des Captain Future in der gleichnamigen Zeichentrickserie sowie die deutsche Synchronstimme von Patrick Duffy (Bobby Ewing in der Serie Dallas), David Rasche (Sledge Hammer!), Harry Hamlin (L.A. Law – Staranwälte, Tricks, Prozesse) sowie Dick York und später Dick Sargent (Verliebt in eine Hexe). In der Hörspielserie Die Letzten Helden spricht er im dritten Akt die Hauptrolle des Sakram Silberstern.
Dittberner synchronisierte zudem häufiger Christopher Reeve und Alec Baldwin und lieh auch vereinzelt Harrison Ford, Tom Hanks und Michael Biehn seine Stimme.

## Filmografie (Auswahl)
- 1979: Die Koblanks
- 1980: Die Paulskirche
- 1983: Die Beine des Elefanten
- 1985: Ich heirate eine Familie
- 1985: Teufels Großmutter
- 1986: Ein Heim für Tiere (Fernsehserie, eine Folge)
- 1987: Die Wicherts von nebenan (Fernsehserie, eine Folge)
- 1989: Eine unheimliche Karriere
- 1993: Der Landarzt (Fernsehserie, Folge Hausverbot (als Fahrradhändler; Staffel 5, Episode 7))

## Synchronisationen (Auswahl)
Christopher Reeve
- 1983: Superman III – Der stählerne Blitz als Superman/Clark Kent
- 1984: Die Damen aus Boston als Basil Ransome
- 1985: Absturz in der Wildnis als Edgar Anscombe
- 1991: Anklage aus dem Jenseits als George Westfield
- 1992: Albtraum ohne Erwachen als Sean
- 1993: Morgen früh, so Gott will... als Will Parker
- 1995: Das Dorf der Verdammten als Dr. Alan Chaffee
- 1998: Das Fenster zum Hof als Jason Kemp
- 2004: Superman als Superman/Clark Kent

Patrick Duffy
- 1981–2017: Dallas und Dallas als Bobby Ewing
- 1988: Tödlicher Fehler, Eiin als John Dillman
- 1990: Cash for Killing – Umsonst ist nicht einmal der Tod als Steve Murtaugh
- 2006: Desolation Canyon als Sheriff Tomas „Swede“ Lundstrom
- 2010: Du schon wieder als Ritchie Phillips

Peter Gallagher
- 1994: Mrs. Parker und ihr lasterhafter Kreis als Alan Campbell
- 1996: Schatten einer Liebe als David Lewis

Charlie Adler
- 2004–2007: Au Schwarte! als Patrick
- 2006–2008: Pet Alien als Dinko

Bill Nighy
- 2006: Pirates of the Caribbean – Fluch der Karibik 2 als Davy Jones
- 2007: Pirates of the Caribbean – Am Ende der Welt als Davy Jones

### Filme
- 1968: The Wicked Dreams of Paula Schultz – Bob Crane als Bill Mason
- 1972: Die total verrückte Oberschwester – Brian Osborne als Ambulanzfahrer
- 1973: American Graffiti – Harrison Ford als Bob Falfa
- 1974: Dark Star – Finsterer Stern – Miles Watkins als Watkins (Mission Control)
- 1976: Der Mann auf dem Dach – Jan Alm als Bolin
- 1977: Der Teufel auf Rädern – John Rubinstein als John Morris
- 1978: Der weiße Hai 2 – Gary Springer als Andy Nicholas
- 1979: Die Warriors – Terry Michos als Vermin
- 1979: Explosion in Cuba – Hector Elizondo als Capt. Raphael Ramirez
- 1980: Das Imperium schlägt zurück – Denis Lawson als Wedge Antilles
- 1981: Vier Freunde – Craig Wasson als Danilo
- 1982: Das Haus der Verdammten – Edward Albert als Ted Fletcher
- 1984: Ghostbusters – Die Geisterjäger – Larry Dilg als Mann von Con Edison
- 1984: Ghostbusters – Die Geisterjäger – John Rothman als Roger DeLaCorde
- 1986: Madrid Connection – Peter Crook als Jake
- 1987: Dirty Dancing – Lonny Price als Neill Kellerman
- 1988: Die Waffen der Frauen – Oliver Platt als Lutz
- 1989: Millennium – Die 4. Dimension – Brent Carver als Coventry
- 1990: Jagd auf Roter Oktober – Alec Baldwin als Jack Ryan
- 1999: Eine Frau schlägt zurück – Nicholas Hope als Barrat
- 2000: Bonhoeffer – Die letzte Stufe – Robert Joy als Manfred Roeder
- 2001: Billy the Cat – Ian James Corlett als Jumbo
- 2002: Disappearance – Spurlos verschwunden – Harry Hamlin als Jim Henley
- 2003: Schöne Bescherung 2 – Eddie geht baden – Eric Idle als englisches Opfer
- 2004: In 80 Tagen um die Welt – Adam Godley als Mr. Sutton
- 2005: Sharkman – Schwimm um dein Leben – Jeffrey Combs als Dr. Preston King
- 2006: Der Teufel trägt Prada – David Marshall Grant als Richard Sachs
- 2007: Evan Allmächtig – Ed Helms als Ed Carson
- 2008: Disco – Franck Dubosc als Didier Travolta
- 2011: Kung Fu Panda 2 – Gary Oldman als Lord Shen
- 2011: My Week with Marilyn – Richard Clifford als Richard Wattis
- 2011: Transformers 3 – Keith Szarabajka als Laserbeak
- 2012: Die Legende von Mor’du – Callum O’Neill als Klein–Dingwall
- 2013: 12 Years a Slave – Richard Holden als Fitzgerald
- 2013: Turbo – Kleine Schnecke, großer Traum – Richard Jenkins als Bobby
- 2019: Shazam! – John Glover als Mr. Sivana

### Serien
- 1980–1982: Captain Future – Taichirô Hirokawa als Captain Future
- 1988–1989: Sledge Hammer! – David Rasche als Sledge Hammer
- 1989–1998: DuckTales – Neues aus Entenhausen – Chuck McCann als Burger Knack
- 1999–2001: Unten am Fluss – Phil Jupitus als Dandelion
- 2001: Riesenärger mit Ralf – Daniel Brochu als Cousin Percy
- 2002: SpongeBob Schwammkopf – Dee Bradley Baker als Kevin die Seegurke (1. Stimme)
- 2003–2019: SpongeBob Schwammkopf – Stephen Hillenburg, Paul Tibbitt und Mr. Lawrence als Potty, der Papagei (2. Stimme)
- 2004: Cosmic Cowboys – Rick Jones als Müsli-Bob
- 2011–2012, 2014–2015: Supernatural – Julian Richings als Der Tod
- 2014–2016: Star Wars Rebels – Jason Isaacs als Inquisitor

## Hörspiele
- 2008: Star Wars: Dark Lord (nach dem Roman Dunkler Lord: Der Aufstieg des Darth Vader von James Luceno) als Cudgel – Regie und Drehbuch: Oliver Döring, ISBN 978-3-8291-2157-6
- 2012: M.R. James: Gruselkabinett – Folge 71: Der Eschenbaum, Titania Medien, ISBN 978-3-7857-4720-9